# Puccinia egregia
Puccinia egregia ist eine Ständerpilzart aus der Ordnung der Rostpilze (Pucciniales). Der Pilz ist ein Endoparasit des Korbblütlers Vernonia uniflora. Symptome des Befalls durch die Art sind Rostflecken und Pusteln auf den Blattoberflächen der Wirtspflanzen. Sie ist ein Endemit Mexikos.

## Merkmale

### Makroskopische Merkmale
Puccinia egregia ist mit bloßem Auge nur anhand der auf der Oberfläche des Wirtes hervortretenden Sporenlager zu erkennen. Sie wachsen in Nestern, die als gelbliche bis braune Flecken und Pusteln auf den Blattoberflächen erscheinen.

### Mikroskopische Merkmale
Das Myzel von Puccinia egregia wächst wie bei allen Puccinia-Arten interzellulär und bildet Saugfäden, die in das Speichergewebe des Wirtes wachsen. Ihre Spermogonien und Aecien sind bislang nicht bekannt. Die beidseitig auf den Wirtsblättern wachsenden Uredien des Pilzes sind gelblich bis zimtbraun und besitzen farblose Paraphysen. Ihre gelblichen bis hell zimtbraunen Uredosporen sind 28–32 × 23–28 µm groß, eiförmig bis kugelig und stachelwarzig. Die beid- oder überwiegend blattunterseitig wachsenden Telien der Art sind schokoladenbraun, pulverig und unbedeckt. Die klar kastanienbraunen Teliosporen sind zweizellig, in der Regel breitellipsoid, runzelig und 40–45 × 28–32 µm groß. Ihre Stiele sind farblos und bis zu 85 µm lang.

## Verbreitung
Das bekannte Verbreitungsgebiet von Puccinia egregia umfasst Mexiko von Sonora südwärts.

## Ökologie
Die Wirtspflanze von Puccinia egregia ist Vernonia uniflora. Der Pilz ernährt sich von den im Speichergewebe der Pflanzen vorhandenen Nährstoffen, seine Sporenlager brechen später durch die Blattoberfläche und setzen Sporen frei. Die Art durchläuft einen makrozyklischen Entwicklungszyklus mit Spermogonien, Aecien, Telien und Uredien.